# 반죽

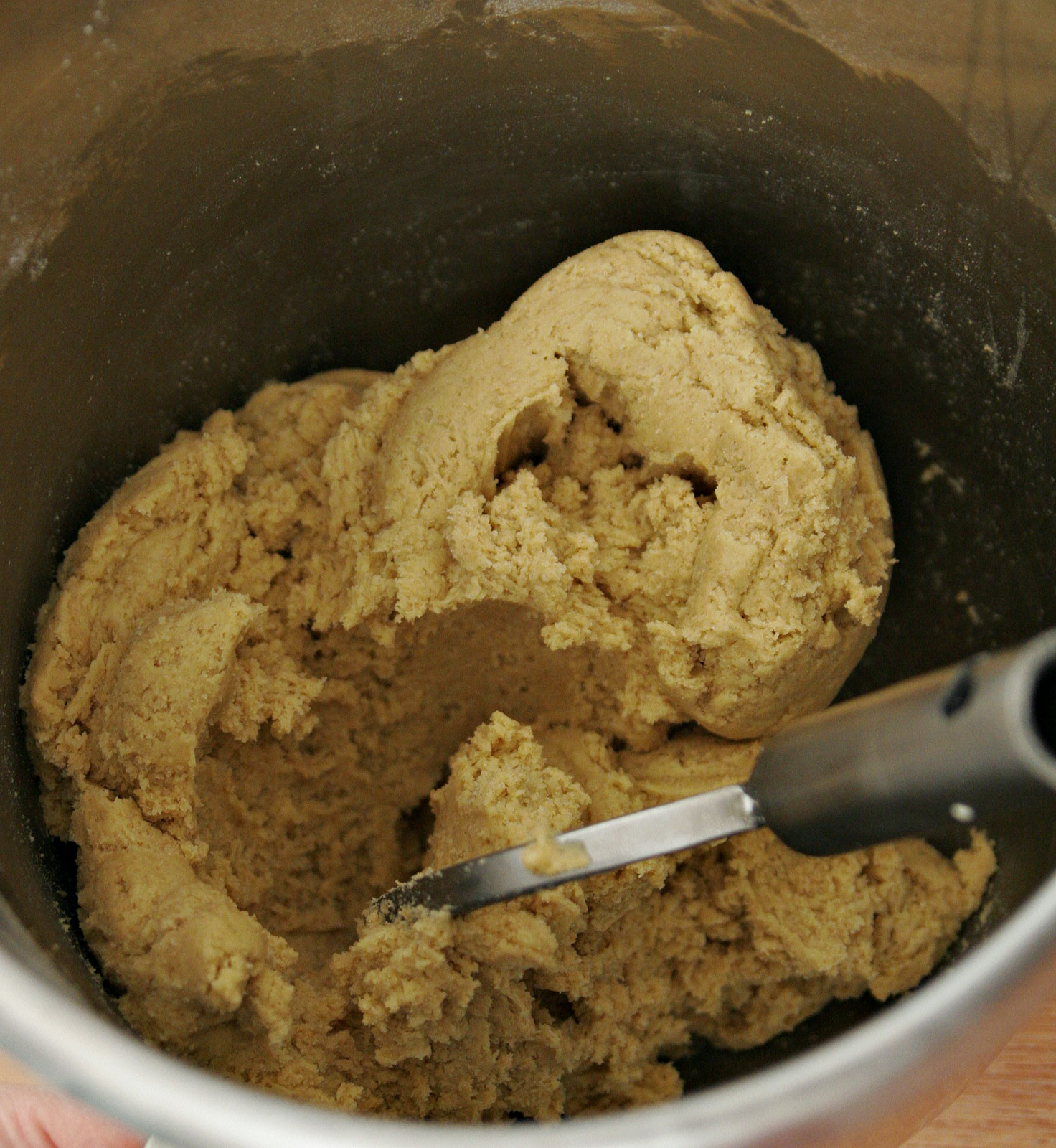
스탠드 믹서 볼에 갓 섞은 반죽

반죽(영어: dough 도우[*])은 곡물이나 협과 또는 밤나무속 작물로 만든 곡분으로 만든 유연하고 때로는 탄력 있는 페이스트이다. 반죽은 일반적으로 밀가루에 소량의 물 또는 다른 액체를 섞어서 만들며, 때로는 빵효모나 다른 팽창제뿐만 아니라 지방이나 향신료와 같은 재료도 포함한다.
반죽을 만들고 모양을 잡는 것은 다양한 식품, 특히 빵 및 빵 기반 품목뿐만 아니라 비스킷, 케이크, 쿠키, 덤플링, 납작빵, 국수, 파스타, 페이스트리, 피자, 파이 껍질 및 유사한 품목의 준비를 시작한다. 반죽은 다양한 밀가루로 만들 수 있는데, 일반적으로 밀과 호밀이지만 옥수수, 쌀, 협과, 아몬드 및 기타 곡물 또는 작물로도 만들 수 있다.

## 반죽의 종류

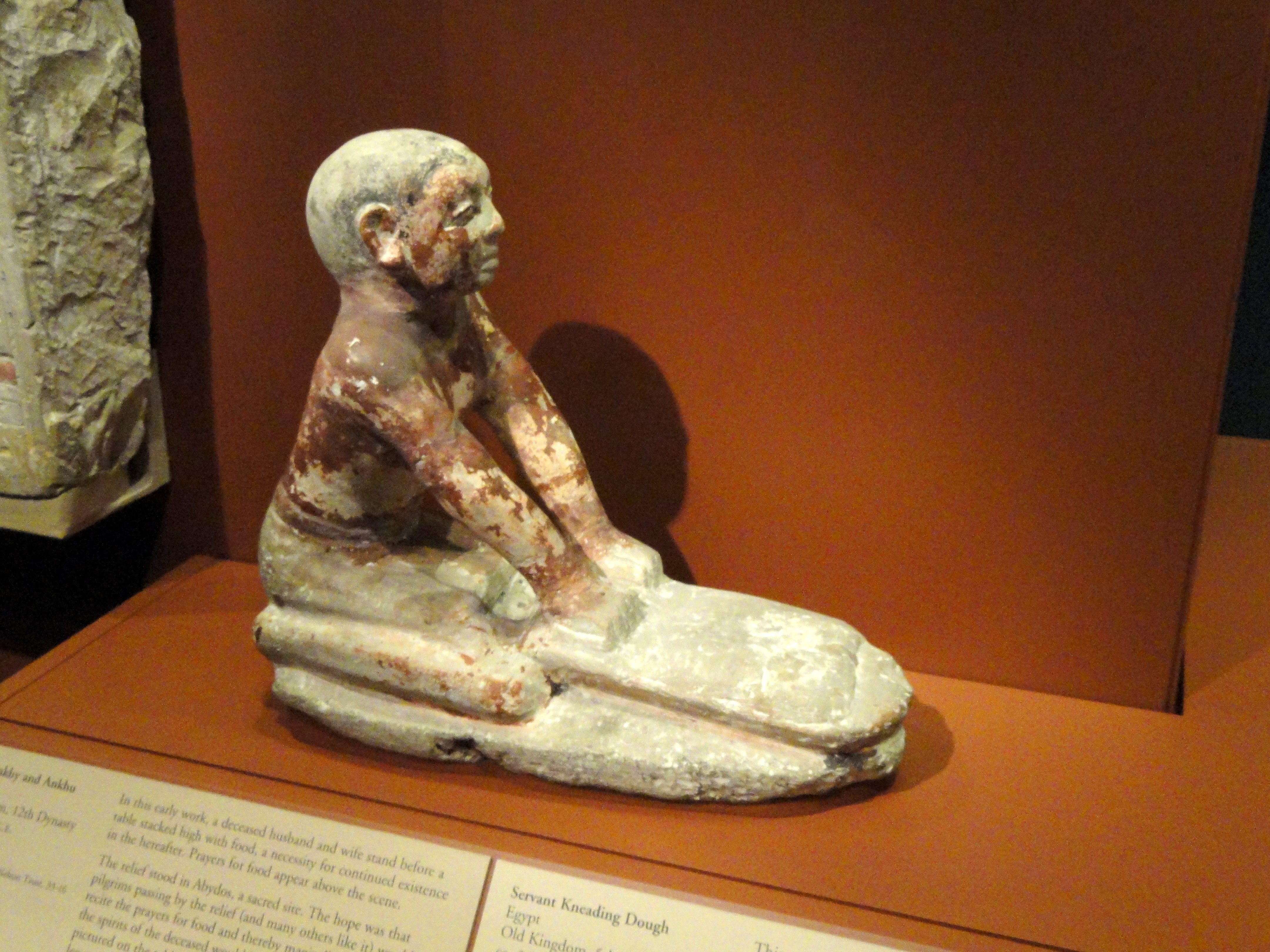
이집트 고왕국 제5왕조(c. 기원전 2494–2345년)의 하인이 반죽하는 조각상

반죽은 다양하며 계란, 설탕, 향신료, 지방으로 풍부하게 만들 수 있다. 풍부함에 관해서는 반죽이 양 극단을 가진 스펙트럼을 형성한다.
- 담백한 반죽은 주로 기본 재료(밀가루, 물, 소금, 효모 발효빵의 경우 효모)를 포함한다.
- 풍부한 반죽은 우유, 설탕, 쇼트닝, 맥아, 계란, 향신료와 같은 풍부한 재료를 상당량 포함한다. 재료의 양은 전통적으로 밀가루 무게의 백분율("제빵사 비율")로 지정되며, 매우 풍부한 반죽의 경우 설탕의 양은 25%, 쇼트닝은 20%에 달할 수 있다.

반죽을 만드는 것에 대한 공식적인 정의는 없지만, 대부분의 반죽은 점탄성 특성을 가지고 있다.
몇 가지 일반적인 반죽 종류가 있다:
- 효모 발효 반죽은 빵 롤, 덩어리 및 일부 종류의 납작빵을 포함한 다양한 종류의 빵을 만드는 데 사용된다. 모든 효모 반죽이 반죽을 필요로 하는 것은 아니다. 치아바타 및 포카차와 같은 고수분 반죽은 글루텐을 형성하기 위해 접거나 전혀 반죽하지 않을 수도 있다. 우유, 소금, 지방, 계란, 설탕 또는 기타 재료를 추가하면 다양한 질감의 빵 제품이 생산된다. 상업용 빵 반죽에는 반죽과 최종 제품을 더욱 일관성 있게 만드는 데 도움이 되는 반죽 컨디셔너도 포함될 수 있다. 글루텐은 빵 반죽에 구조와 질감을 부여한다. 글루텐 프리 또는 저글루텐 반죽은 추가적인 고려 사항이 필요할 수 있다.

- 물 함량이 적고 지방 함량이 높은 반죽은 글루텐이 덜 발달하여 일반적으로 빵 반죽보다 탄력이 적다. 이들은 반죽할 때 질겨지는 경향이 있다.[2] 이러한 반죽은 종종 제빵사들이 "짧다"고 부른다. 예를 들어 쇼트크러스트 페이스트리와 같은 많은 쿠키 및 파이 반죽이 있다.

- 퀵 브레드는 효모 이외의 팽창제(베이킹파우더 또는 베이킹 소다 등)를 사용하며, 대부분의 쿠키, 케이크, 비스킷 등을 포함한다. 이들은 반죽물 또는 반죽을 기반으로 할 수 있다.

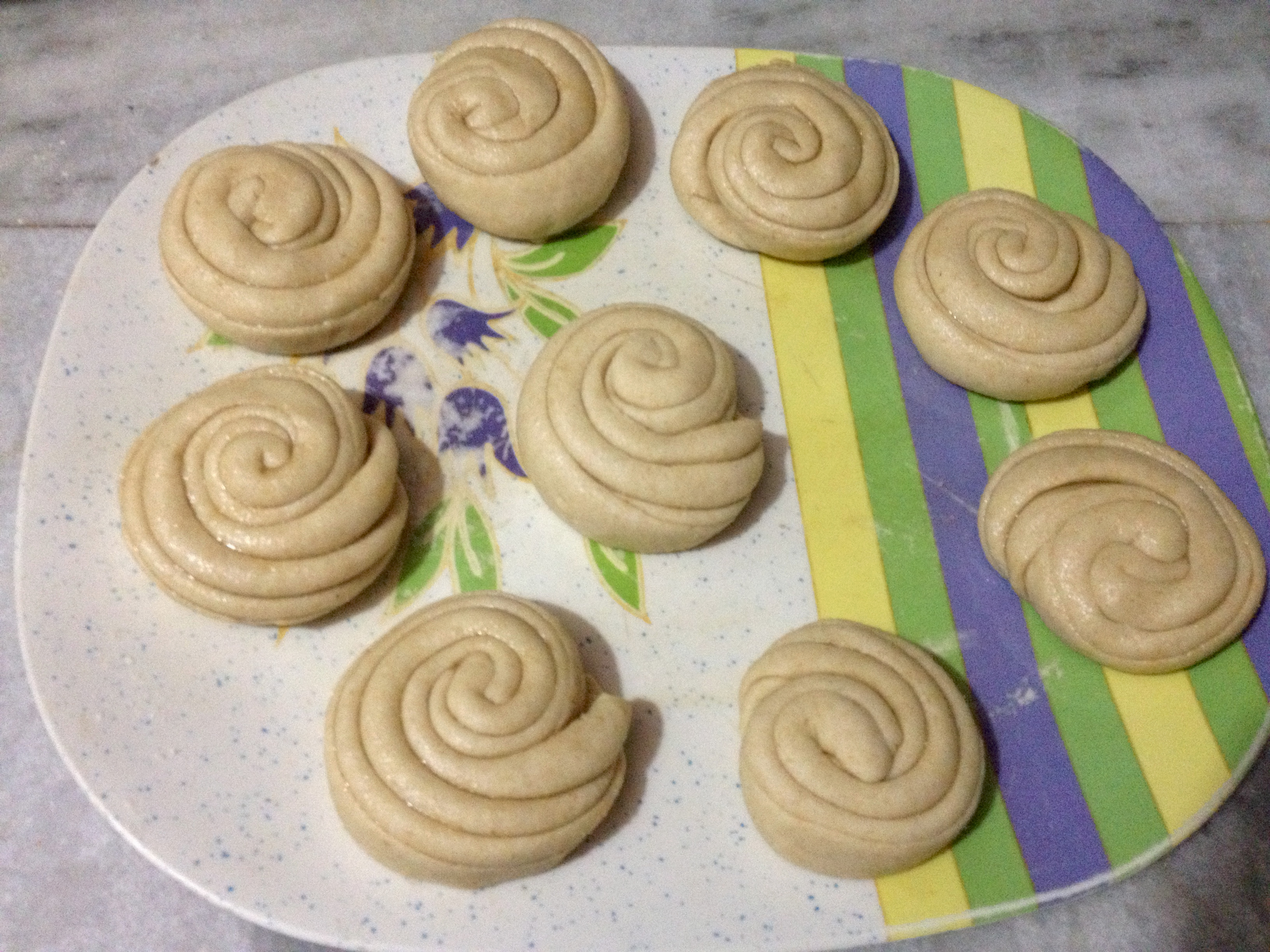
겹겹이 쌓인 납작빵인 파라타를 만들기 위해 준비된 층상 반죽

- 층상 반죽은 밀푀유와 퍼프 페이스트리와 같이 밀가루 반죽을 지방 위에 접어 층을 만들고 밀어 편 것이다. 접고 밀어 펴는 과정을 반복하여 매우 얇은 반죽과 버터 층을 만들어 퍼프 페이스트리를 만들 수 있다. 층상 반죽을 만드는 다양한 기술이 있으며, 파라타와 같이 비교적 간단한 것도 있지만, 밀푀유와 같이 더 많은 노동이 필요한 것도 있다.[3] 대부분의 층상 반죽은 접는 과정에서 생성되는 증기에 의해서만 팽창된다.[4]

- 비에누아즈리는 효모로 발효된 풍부한 반죽으로, 층상 또는 비층상일 수 있다. 층상 품종에는 데이니시와 크루아상이 포함되며, 비층상 품종에는 브리오슈와 판도로가 포함된다.[5]

- 슈 페이스트리는 일부 종류의 달콤한 페이스트리에 사용되는 증기 발효 반죽으로, 특히 크림 퍼프, 에클레어, 일부 수제 깔때기 케이크[6], 툴룸바, 추로스에 사용된다. 다른 대부분의 페이스트리 반죽과 달리 슈 반죽의 재료는 반죽이 구워져 걸쭉한 페이스트리 상태가 되기 전에 스토브에서 조리된다. 슈는 프랑스어로 양배추를 의미한다. 이름은 슈 페이스트로 만든 크림 퍼프의 모양에서 유래했다고 생각된다.[4]

- 일부 덤플링과 파스타 반죽은 전문가들이 구별하기 어려울 정도로 비슷하지만, 덤플링은 효모 빵과 반죽 비스킷과 같이 다른 종류와 겹치는 매우 일반적인 범주이다. 기본적인 파스타 반죽에서 액체와 밀가루의 비율을 조절하면 독일식 수프 국수인 슈페츨에 사용되는 것과 같이 더 부드러운 반죽을 만들 수 있다.[7] 계란은 반죽을 촉촉하게 하고 밀어 펴기 쉽게 만드는 매우 흔한 첨가물이다. 반죽은 다양한 방법으로 채우거나 모양을 만들고 삶거나 굽거나 찌거나 튀길 수 있다.[8][9]

- 쌀국수 및 일본의 하루사메 국수와 같은 글루텐 프리 반죽은 구조를 위해 녹말의 젤라틴화에 의존한다.[10]

- 무효병은 밀뿐만 아니라 많은 문화권에서 옥수수, 귀리, 카사바와 같이 지역에서 구할 수 있는 녹말이 많은 재료로 초기부터 만들어졌다.[11][12]

때로는 머랭도 반죽으로 간주된다. "사틴 비스킷"의 영어 레시피는 1677년으로 거슬러 올라가며, 더 이전의 레시피는 다른 이름으로 알려져 있다. 일부는 1604년 "흰 비스킷 빵" 레시피처럼 밀가루를 포함했다.

## 기술
반죽 생산에 사용되는 기술은 반죽의 종류와 최종 제품에 따라 달라진다.
효모 기반 및 스펀지(예: 사워도우) 빵의 경우 일반적인 생산 기술은 반죽을 섞고, 반죽한 다음 발효시키는 것이다. 많은 빵 반죽은 두 번째 단계로, 반죽을 다시 반죽하고 최종 모양으로 만든 다음 굽기 전에 마지막으로 발효(또는 프루핑)시킨다. 반죽은 글루텐을 발달시켜 매끄럽고 탄력 있는 반죽을 만들기 위해 반죽을 다루는 과정이다. 이 과정은 온도와 시간에 따라 달라진다. 너무 뜨겁거나 너무 차가운 온도는 효모가 발달하지 못하게 하고, 너무 짧거나 너무 긴 발효 시간은 최종 제품에 영향을 미친다.
파스타는 일반적으로 건조한 반죽을 반죽하고 압출하거나 파스타 기계로 밀어 펴거나 손으로 늘리거나 모양을 만들어(예: 뇨키 또는 덤플링) 만든다. 파스타는 생산 직후 조리(소위 "생 파스타")하거나 건조하여 보관할 수 있다.
비스킷과 효모로 발효되지 않은 많은 납작빵의 반죽은 일반적으로 섞지만 반죽하거나 발효시키지 않는다. 이 반죽은 섞은 후 즉시 모양을 만들고 조리한다.
빵과 다른 반죽으로 만든 제품은 종종 구워지지만, 일부 종류의 반죽 기반 음식은 구이판에서 직접 조리되는 토르티야와 같이 직접 열 위에서 조리된다. 반죽 튀김 음식도 많은 문화권에서 흔하다.
팬케이크, 와플, 브라우니와 같은 일부 바 쿠키, 그리고 많은 케이크와 퀵 브레드(머핀 등 포함)는 단단한 반죽보다는 밀가루와 액체의 반고체 반죽물로 만들어 최종 모양으로 붓는다. 빵 반죽과 달리 이 반죽물은 글루텐 네트워크의 형성으로 안정화되지 않는다.

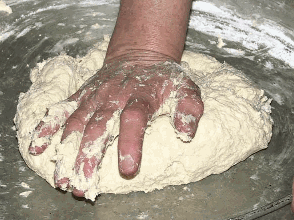
반죽하는 모습
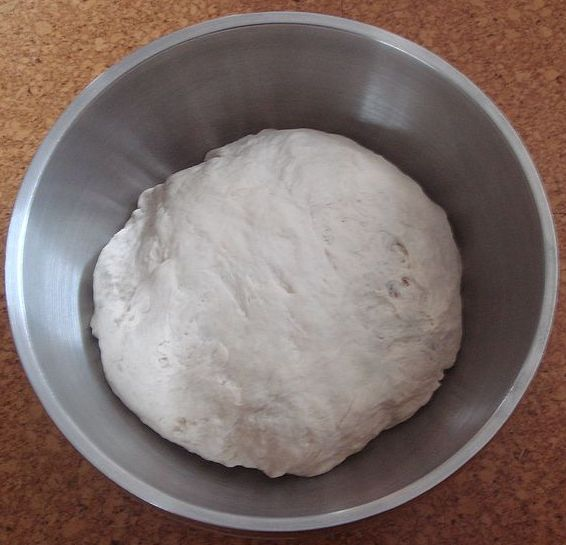
반죽 후, 발효 전의 효모 빵 반죽
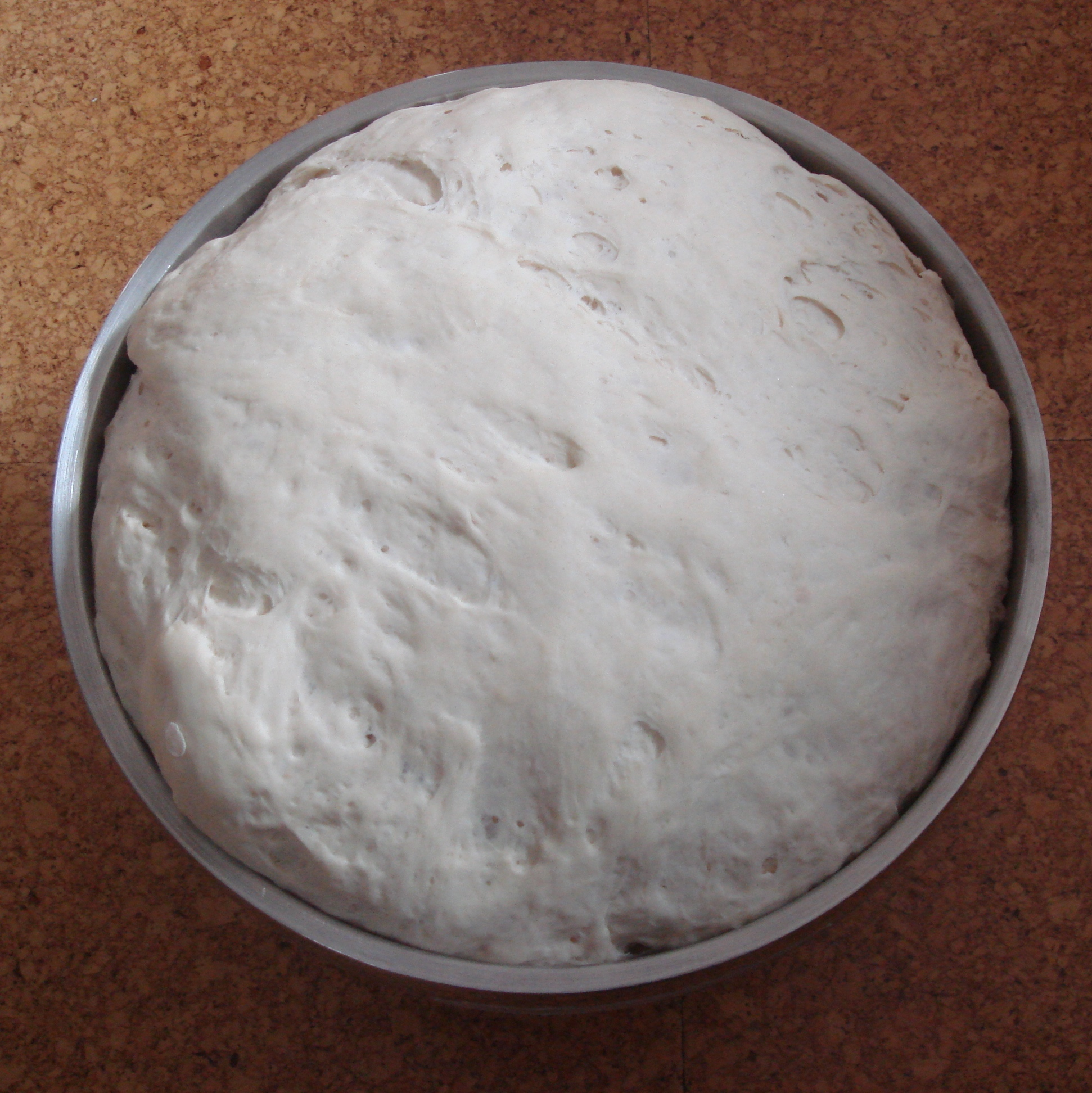
40분간 발효(프루핑) 후의 효모 빵 반죽
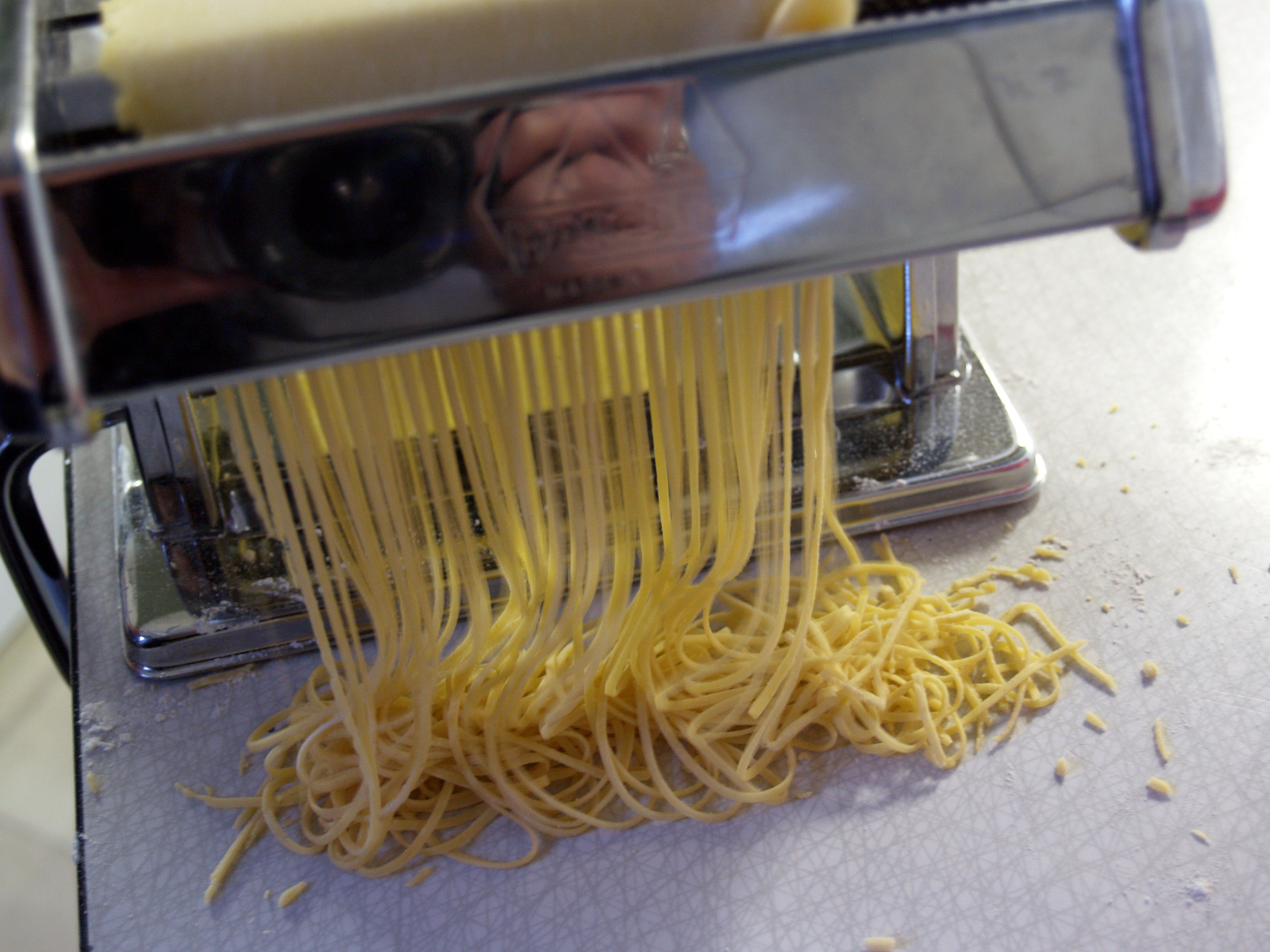
파스타 기계로 국수로 반죽을 자르는 모습

## 같이 보기
- 반대기
- 반죽물
- 사워도
- 빵
- 반죽하기